# Oncholaimoides elongatus
Oncholaimoides elongatus is een rondwormensoort uit de familie van de Oncholaimidae. De wetenschappelijke naam van de soort is voor het eerst geldig gepubliceerd in 1961 door Hopper.